# Louisiana Red
Louisiana Red (23. marts 1932 i Bessemer, Alabama – 25. februar 2012) var en amerikansk blues guitarist, harmonika-spiller og sanger, som har indspillet over 50 albums. Han er bedst kendt for sangen "Sweet Blood Call".

## Biografi
Red, hvis rigtige navn var Iverson Minter, mistede sine forældre tidligt i sit liv; hans mor døde af lungebetændelse kort efter Reds fødsel, mens hans far blev lynchet af Ku Klux Klan, da han var ni år gammel. Red indspillede først for det indflydelsesrige pladeselskab Chess i 1949, før han meldte sig til den amerikanske hær. Efter at have forladt hæren spillede han i to år sammen med John Lee Hooker i Detroit. I 1952 indspillede han for Checker Records under navnet Rocky Fuller.
Reds første album, Lowdown Back Porch Blues, blev indspillet i New York sammen med Tommy Tucker og sendt på gaden i 1963; senere samme år blev hans andet album, Seventh Son, også udgivet.
Louisiana Red udgav singlen "I'm Too Poor To Die" på pladeselskabet Glover i 1964, og den nåede en 117. plads på den amerikanske Billboard-hitliste.
Op gennem 1960'erne og 1970'erne indspillede Louisiana Red bl.a. for Chess, Checker, Atlas, Glover, Roulette, L&R og Tomato. I 1983 vandt han en W.C. Handy Award for "Best Traditional Blues Male Artist". Han flyttede til Hannover, Tyskland, i 1981.
Red turnerede også på sine ældre dage overalt i verden og optrådte bl.a. på Frederikshavn Bluesfestival i 2010. Han døde i 2012 i Hannover efter et slagtilfælde.

## Priser
- 1983 W C Handy Award for "Best Traditional Blues Male Artist"
- 2009 Grand Prix du Disque (Blues) for "Back to the Black Bayou"
- 2009 German Record Critics Award "Bedste Nye Udgivelse" (Blues)
- 2009 Bluesnews Poll (for "Back to the Black Bayou")
- 2010 Blues Music Award (Årets Akustiske Kunstner)
- 2010 Blues Music Award (Årets Akustiske Album) for CD'en "You Got To Move"

## Diskografi

### Albums
- Lowdown Back Porch Blues (1963)  (Roulette)
- Seventh Son (1963)  (Carnival)
- Shouts the Blues (1970)  (Forum Circle)
- Louisiana Red Sings The Blues (1972)  (Atlantic)
- Sweet Blood Call (1975)  (Blue Labor)
- The Blues Purity of Louisiana Red (1975) (Blue Labor)
- Dead Stray Dog (1976)   (Blue Labor)
- Live & Well  (1976)   (Ornament)
- King Bee  (1978)  (Orchid)
- Red Funk & Blue (1978)  (Black Panther) sammen med Sugar Blue
- New York Blues (1979)  (L+R)
- Reality Blues  (1980)  (L+R)
- High Voltage  (1980)   (Black Panther)
- Midnight Rambler (1982)   (Tomato/Rhino)
- Blues for Ida B  (1982)  (JSP)
- Boy from Black Bayou (1983)  (L+R)
- Blues From The Heart (1983)   (JSP)
- Anti Nuclear Blues  (1983)  (L+R)
- Blues Man (1984)  (JSP)
- Back to Road Again (1984) (MMG)
- My Life (1984)  (L+R)
- World on Fire (1985)  (MMG)
- Brothers in Blues  (1985)  (CMA)
- Back to the Roots  (1987)  (CMA)
- Pretty Woman  (1991)  (Blues Beacon)
- Last Mohican of the Blues (1992)   (Polton)
- Ashland Avenue Blues   (1992)  (Schubert)
- Live at 55 (1994)  (Enja)
- Always Played The Blues (1994)  (JSP)
- Louisiana Red   (1994)  (Forum)
- Blues Meets Rembetika (1994) (Distazi)
- Sittin' Here Wonderin' (1995)  (Earwig Music)
- Sugar Hips (1995)  (CMA)
- Rising Sun Collection  (1996)  (JAMR)
- I Hear the Train Coming (1997)  (Chrisly)
- Over my Head  (1997)  (Chrisly)
- Walked All Night Long (1997)  (Blues Alliance)
- Rip off Blues  (1998)  (Chrisly)
- Winter & Summer Sessions (1998) (Blues Factory)
- Millennium Blues (1999) (Earwig Music)
- Live in Montreux (2000) (Labor)
- Sings Deep Blues (2001)  (P-Vine)
- Driftin' (2001)  (Earwig Music)
- A Different Shade of Red (2002) (Severn)
- Bad Case of the Blues (2004)  (Mojo Tone)
- No Turn On Red (2005) (Hightone)
- Hot Sauce (2005)  (Red Lightnin')
- Live at Painted Sky  (2008)  (Paul Prod.)
- Back to the Black Bayou (2008) (Bluestown) sammen med Kim Wilson and Little Victor
- You Got to Move (2009) (Blu Max/Vizztone) sammen med David Maxwell
- Memphis Mojo (2011)  (Ruf Rec.) sammen med David Maxwell and Bob Coritorre